# Fausto di Milevi
Fausto di Milevi (in latino Faustus; fl. 383–387) fu un vescovo manicheo del IV secolo. È oggi ricordato per il suo incontro con Agostino d'Ippona, avvenuto a Cartagine intorno al 383.
Era originario di Milevi, in Numidia (l'odierna Algeria). Proveniente da un ambiente povero e pagano, era diventato un insegnante, un predicatore e un retore di grande fama.
Come descritto nelle Confessioni, Agostino venne a conoscenza di Fausto poco dopo aver aderito alla fede manichea. Il vescovo era largamente considerato come il membro più colto della confessione nella regione e molte delle domande più difficili che il neo-convertito Agostino poneva ai suoi maestri furono rimandate al suo arrivo a Cartagine: «infatti tutti gli altri membri della confessione che mi capitava di incontrare, quando non erano in grado di rispondere alle domande che ponevo, mi rimandavano sempre alla sua venuta. Mi promettevano che, discutendo con lui, queste e altre difficoltà, se ne avessi avute, sarebbero state facilmente e ampiamente chiarite».
Quando finalmente Fausto arrivò a Cartagine, Agostino lo trovò piacevole di carattere e molto ben articolato, ma inadeguato al compito di difendere la teologia manichea; anzi, Agostino scrisse che il suo vero talento consisteva nell'eloquente elusione di domande difficili. Agostino scrisse con disprezzo che «scoprii subito che non sapeva nulla delle arti liberali, tranne la grammatica, e questo solo in modo ordinario. Aveva però letto alcune orazioni di Tullio, qualche libro di Seneca e alcuni poeti, e quei pochi libri della sua stessa setta che erano scritti in buon latino. Con queste scarse conoscenze e la pratica quotidiana del parlare, aveva acquisito una sorta di eloquenza che si rivelava tanto più piacevole e allettante in quanto era sotto la direzione di un ingegno pronto e di una sorta di grazia nativa». Sebbene questo passo di Agostino fornisca la descrizione più dettagliata di Fausto nella letteratura sopravvissuta, è importante ricordare il pregiudizio dell'autore come ex-manicheo che descrive la propria conversione al cristianesimo.
Nel 386, Fausto fu esiliato con il resto dei manichei, ma questo decreto fu revocato nel gennaio del 387 da Teodosio I e Arcadio. Fausto morì prima del 400, dato che il trattato di Agostino d'Ippona, Contra Faustum, parla di lui al passato.